# مهدي مبروك
مهدي مبروك هو سياسي ووزير تونسي شغل منصب وزير الثقافة منذ 24 ديسمبر 2011 وحتى 29 يناير 2014 ضمن تشكيلة حكومتي حمادي الجبالي وعلي العريض. ثم خلفه مراد الصقلي في منصب وزير الثقافة. ويشغل منذ فبراير 2015 مدير المركز العربي للأبحاث ودراسة السياسات - تونس.

## مواضيع ذات صلة
- وزارة الثقافة التونسية

| المناصب السياسية       | المناصب السياسية                              | المناصب السياسية |
| ---------------------- | --------------------------------------------- | ---------------- |
| سبقه عز الدين باش شاوش | وزير الثقافة (24 ديسمبر 2011 - 29 يناير 2014) | تبعه مراد الصقلي |